# 轉盤五子棋
轉盤五子棋（Pentago）是Tomas Flodén在2005年推出的棋類遊戲。规则与五子棋類似，不过每次下完必须旋转一個棋盤九十度。

## 棋具

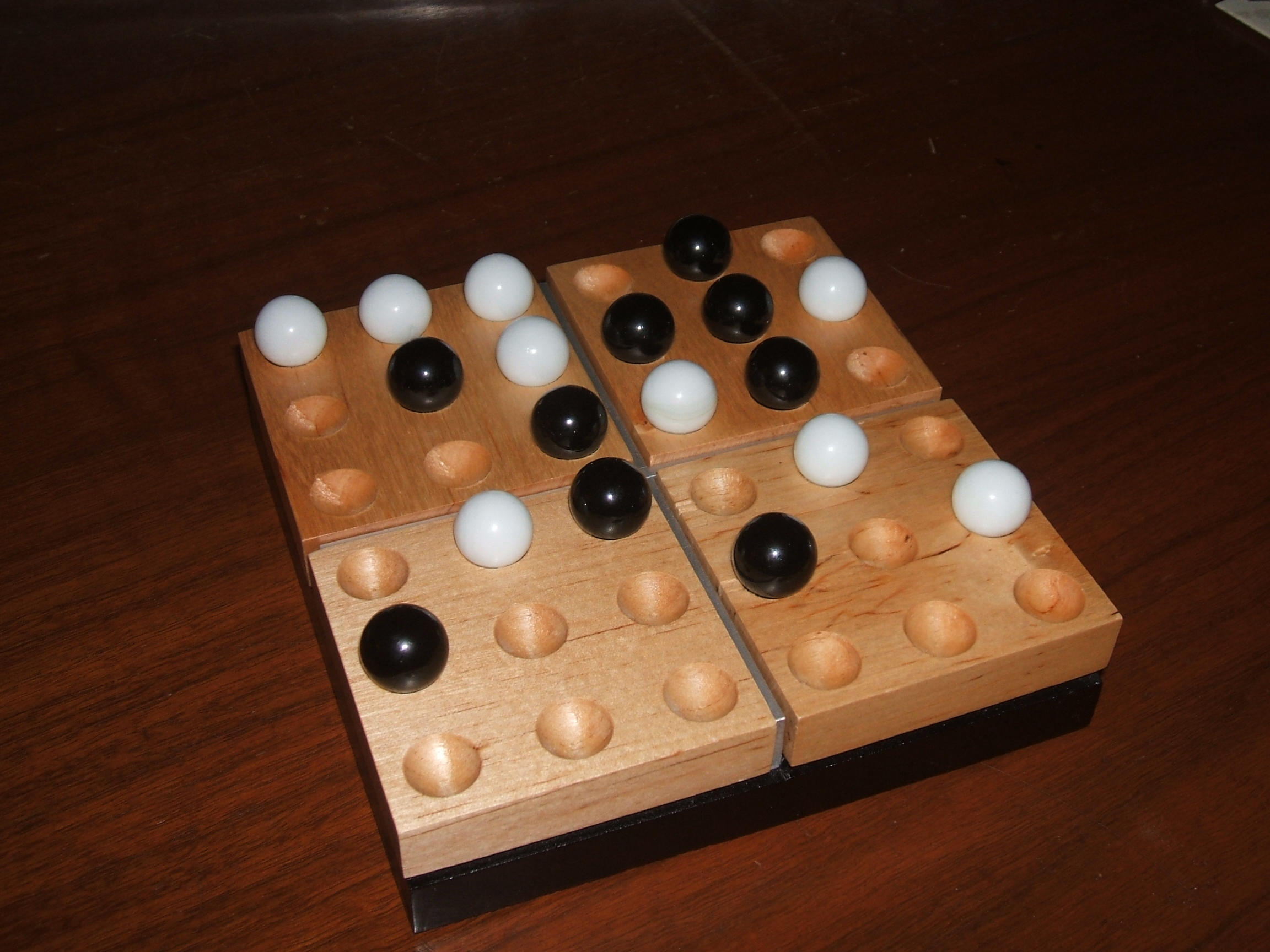
白方勝利的旋轉五子棋

棋盤由四個3x3的棋盤組成一個可活動的正方形棋盤(整体大小为6x6的空格)，每个正方形棋盤中含有九个凹陷，用于放置棋子，共36個空格。棋子可用黑白圍棋代替，雙方各有18顆棋子。

## 棋規
- 每方回合需依序進行以下兩步驟：
  - 把一己子放在棋盤任一空格。
  - 之後選擇任何一個3*3的小棋盤，朝順或逆時鐘方向旋轉90度。

- 當五枚己棋組成縱、橫、或斜線即獲勝。若棋盤被下滿時，仍無一方成五子連線，則平手。

## 外部連結
- 遊戲介紹 （页面存档备份，存于）